# 大阿爾克山
45°33′59″N 06°21′53″E / 45.56639°N 6.36472°E

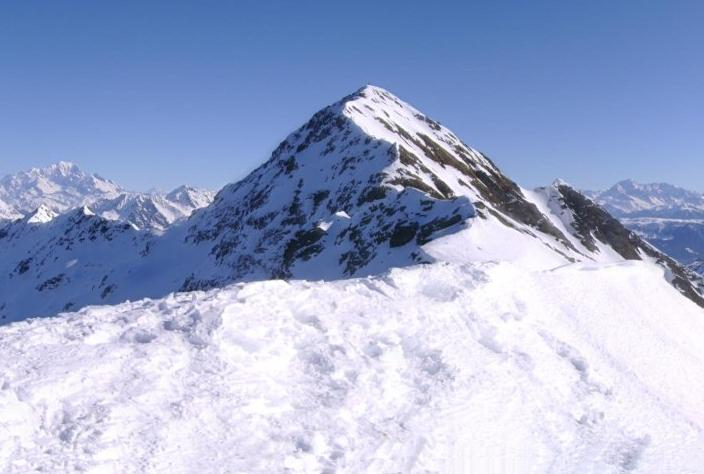

大阿爾克山（法語：Grand Arc），是法國的山峰，位於該國東南部，由奧文尼-隆-阿爾卑斯大區負責管轄，屬於瓦努瓦斯山的一部分，該山峰海拔高度2,484米。